# Oecetis cracenta
Oecetis cracenta là một loài Trichoptera trong họ Leptoceridae. Chúng phân bố ở miền Australasia.